# Koprino
Koprino (Giopino, Ke ope no) /Giopino, ili "people of Giopas",/ pleme iz grupe Koskimo Indijanaca, šire grupe Kwakiutl s Quatsino Sounda na sjeverozapadu kanadskog otoka Vancouver. Koprino Indijanci danas su nestali kao poseban narod. Potomaka možda imaju na agenciji Kwawkewlth među Quatsino Indijancima (Quatsino First Nation). Populacija je 1881. iznosila 18.
Kultura Koprino Indijanaca ista je kao i kod susjednih kwakiutl skupina. pripadnici plemićkih obitelji prakticirali su bušenje nosa kroz koji su provlačili šipčicu od kostiju. Piercing nosa osobito je poznat kod Nambikwara koji su za tu svrhu koristili ptičje pero.

## Vanjske poveznice
- Vancouver Island History
- Kwakiutl Indian Tribe History